# Ned Luke
Ned Luke (ur. 4 października 1958 w Danville) – amerykański aktor filmowy, telewizyjny i głosowy. Użyczył głosu jednemu z trzech głównych bohaterów w grze Grand Theft Auto V – Michaelowi De Santa. Wystąpił w roli głosowej Rafflesa w filmie Rover Dangerfield.

## Życiorys
Urodził się 4 października 1958 roku w Danville, w stanie Illinois jako syn Freda Luke’a i Cindy Smith. Jest wnukiem aktora Paula Bircha. Ma czworo rodzeństwa. W 1977 roku ukończył Danville High School, a później uczęszczał do University of Illinois w Champaign.
Jego pierwszą rolą głosową była rola w filmie Rover Dangerfield, gdzie użyczył głosu Rafflesowi. Wystąpił gościnnie w kilku serialach w latach 90., a także po 2000 roku, poza tym wystąpił w około stu reklamach, na których znajdowały się takie produkty jak Budweiser czy Burger King.
W 2007 roku przerwał karierę aktorską i wyprowadził się ze swoją rodziną z Los Angeles do Danville, gdzie wraz ze swoim bratem otworzył restaurację. 2 lata później wrócił do aktorstwa i wraz z rodziną wyjechał do Nowego Jorku. Kilka miesięcy później jego agent zaproponował mu użyczenie głosu jednemu z głównych bohaterów gry komputerowej Grand Theft Auto V. Luke, choć początkowo był temu niezbyt chętny, użyczył głosu Michaelowi Townleyowi, a także zrobił motion capture do tej postaci, co przyniosło mu sporą popularność.
W styczniu 2021 roku trafił do szpitala w związku zachorowaniem na COVID-19.